# Philereme spilotata
Philereme spilotata är en fjärilsart som beskrevs av Walker 1863. Philereme spilotata ingår i släktet Philereme och familjen mätare. Inga underarter finns listade i Catalogue of Life.